# Esther Mártires Franco Aliaga
Esther Franco Aliaga (Cubel, Camp de Daroca, 1950) és una política valenciana d'origen aragonès. Diplomada en infermeria, ha estat professora de l'Escola Universitària La Fe. Militant del Partit Popular, n'ha estat responsable de l'àrea de Sanitat i elegida diputada per la província de València a les eleccions a les Corts Valencianes de 1995, 1999, 2003, 2007 i 2011.
La seua parella, el també polític Vicent Sanz i secretari general de RTVV durant 15 anys ha estat acusat d'un delicte d'assetjament sexual. Franco fou l'única responsable del PP que defensà a Sanz a la vegada que responsable del partit en la Comissió de la Dona i les Polítiques d'Igualtat de les Corts, així com de la Comissió Especial per a l'estudi de la violència de gènere.